# BCR Asigurări
BCR Asigurări este o companie de asigurări din România, înființată în anul 2001, care operează exclusiv în sectorul asigurărilor generale.
Inițial, principalul acționar era BCR (direct și prin subsidiare), cu o participație de 81,74%,
restul acțiunilor aparținând mai multor angajați ai grupului BCR.
În anul 2006 avea o rețea de distribuție formată din 167 de sucursale,
și se situa pe locul patru pe piața asigurărilor generale din România, cu o cotă de piață de 9,24%.
În anul 2005 cota de piață era de 6,67%, iar în 2004 - 4,24%.
În anul 2009, BCR Asigurări a raportat prime brute subscrise de 594,1 milioane de lei, situându-se pe locul cinci în cadrul industriei de profil, cu o cotă de piață de 7,9%.
În martie 2008, asiguratorul austriac Vienna Insurance Group a preluat pachetul majoritar de acțiuni al BCR Asigurări.
Număr de angajați în 2010: 1.151